# Karim Hadjbouzit
Karim Hadjbouzit (10 februari 1991) is een Algerijns wielrenner die anno 2018 rijdt voor Groupement Sportif des Pétroliers Algérie.
Hadjbouzit begon zijn wielercarrière bij Vélo Club Sovac Algérie. Hij won in zijn loopbaan onder andere het Arabisch kampioenschap ploegentijdrijden in 2012.

## Overwinningen
2012
 Arabisch kampioen ploegentijdrijden, Elite

## Ploegen
- 2012 –  Vélo Club Sovac Algérie
- 2013 –  Vélo Club Sovac
- 2014 –  Vélo Club Sovac
- 2015 –  Vélo Club Sovac
- 2018 –  Groupement Sportif des Pétroliers Algérie (vanaf 15-2)

Amari · Barbari · Bourezza · Chaabane · Chabaane · Dahmane · Hadjbouzit · F.Hamza · M.K.Hamza · A.Hamza · Merdj · Saada
Barbari · Baz · Ben Nasser · Benrais · Bettira · Chaabane · Chabaane · Dahmane · Droueche · Hadjbouzit · A.Hamza · F.Hamza · Lahsaini · Merdj
Amari · Barbari · Baz · Benoua · Benrais · Bouzidi · Dahmane · S.A.Fellah · A.Fellah · Hadjbouzit · F.Hamza · A.Hamza · Mansouri · Merdj · Saada
Belmokhtar · Ben Youcef · Fellah · Hadjbouzit · Hamza · Koriche · Lagab · Lallouchi · Lounis · Sassane